# Venedy (Illinois)
Venedy es una villa ubicada en el condado de Washington en el estado estadounidense de Illinois. En el Censo de 2010 tenía una población de 138 habitantes y una densidad poblacional de 186,3 personas por km².

## Geografía
Venedy se encuentra ubicada en las coordenadas 38°23′48″N 89°38′45″O / 38.39667, -89.64583. Según la Oficina del Censo de los Estados Unidos, Venedy tiene una superficie total de 0.74 km², de la cual 0.74 km² corresponden a tierra firme y (0%) 0 km² es agua.

## Demografía
Según el censo de 2010, había 138 personas residiendo en Venedy. La densidad de población era de 186,3 hab./km². De los 138 habitantes, Venedy estaba compuesto por el 96.38% blancos, el 0% eran afroamericanos, el 0% eran amerindios, el 2.17% eran asiáticos, el 0.72% eran isleños del Pacífico, el 0% eran de otras razas y el 0.72% pertenecían a dos o más razas. Del total de la población el 0.72% eran hispanos o latinos de cualquier raza.